# Кахамарка-каньярисский кечуа
Кахамарка-каньярисский кечуа (Cajamarca-Cañaris Quechua, Cajamarca-Lambayeque Quechua) — ветвь кечуанских языков, диалекты которой распространены на севере Перу.

## Диалекты
- Кахамарканский диалект (Cajamarca Quechua) распространён на территории долин Кахамарка и Поркон (восточный диалект); в округе Четилья (западный диалект); в округах Лос-Баньос и Четилья региона Кахамарка
- Ламбаекенский диалект (Ferreñafe, Lambayeque Quechua) распространён в сообществах Пеначи и Санта-Люсия; в округах Инкаваси, Каньярис, Миракоста региона Ламбаеке.
- Яуйосский диалект (Yauyos Quechua) распространён на северо-востоке провинции Кастровиррейна региона Уанкавелика; на севере провинции Чинча региона Ика; в провинции Яуйос региона Лима.